# Filiberto Alfaro Cazares
Filiberto Alfaro Cazares (Ciudad Obregón, Sonora. 4 de agosto de 1954) Consultor político. Egresado de la Facultad de Economía de la Universidad Nacional Autónoma de México.  Ha ocupado cargos en la administración pública federal y estatal. Fue presidente del Comité Directivo Estatal del PRI en Sonora de febrero de 1997 a octubre de 1997. Fue diputado local en la LV legislatura del Congreso de Sonora de 1997 al 2000. Actualmente es presidente del Centro Geopolítico Interamericano desde el año 2000 y vicepresidente de la Asociación Iberoamericana de Consultores Políticos.
Consultor General en 27 estados de la República Mexicana en más de 125 campañas para gobernadores, senadores, diputados, presidentes municipales y partidos políticos nacionales.
Forma parte de una nueva generación de consultores políticos y se ha acreditado como uno de los mejores estrategas político-electorales de México.

## Educación y vida personal
Realizó su educación primaria en la escuela “Fernando F. Dworak” de 1962 a 1967, su educación secundaria la realizó en la Escuela Técnica Industrial No. 64 de 1968 a 1970 y la preparatoria en el Instituto Tecnológico de Sonora en Ciudad Obregón de 1971 a 1973. Es Egresado de la Facultad de Economía de la UNAM, generación 74-78, se tituló con la tesis “La participación social en la planeación”. Tiene dos hijas: Karla Daniela y Alma Sofía.

## Actividad Partidista
Miembro del Partido Revolucionario Institucional donde ha desempeñado el cargo de Consejero Político Nacional y Estatal. Desempeñó cargos en la Juventud Revolucionaria del sector popular y en el Movimiento Nacional Juvenil Revolucionario (MNJR), hoy Frente Juvenil Revolucionario (FJR), de junio de 1995 a febrero de 1997 fue dirigente de la Confederación Nacional de Organizaciones Populares (CNOP) del estado de Sonora y fue Presidente del Comité directivo Estatal del PRI en Sonora de febrero de 1997 a octubre de 1997.

## Actividad en la Administración Pública

### A nivel Federal
Fue Subdirector del Control de Gestión, (1982-1985) área adscrita a la oficina del Lic. Carlos Salinas de Gortari quien era Secretario de Programación y Presupuesto. 
Se desempeñó también como Coordinador de Control de Gestión del sector educativo paraestatal, área adscrita a la oficina del Lic. Miguel González Avelar quien fungía como Secretario de Educación Pública de 1985 a 1987.
De igual manera desempeñó el cargo de Director de Coordinación Política con estados y municipios de la Secretaría de Gobernación de diciembre de 1988 a marzo de 1991, siendo titular de la dependencia Fernando Gutiérrez Barrios.

### A nivel Estatal
En el estado de Sonora fue Subsecretario de Desarrollo Regional de la Secretaría de Planeación, Desarrollo y Gasto Público. También ocupó el cargo de Coordinador estatal del Programa Nacional de Solidaridad de 1991 a 1995.

## Cargos de Elección
Fue diputado  de la LV legislatura (1997-2000) del Congreso del Estado de Sonora donde fue miembro de la Comisión de Régimen Interno y presidente de la Primera Comisión de Hacienda y de Investigaciones Legislativas.

## Seminarios y conferencias
Ha impartido conferencias y seminarios en diversas universidades e instituciones de educación superior en México, Estados Unidos y América Latina, entre otras: Benemérita Universidad Autónoma de Puebla (BUAP); Universidad de Sonora (UNISON); Universidad de Veracruz; Universidad Iberoamericana (IBERO); Centro Interamericano de Gerencia Política (Miami), Centro Internacional de Estudios superiores en Comunicación para América Latina, (CIESPAL), Universidad Católica de Argentina, Buenos Aires Argentina

## Actividad Profesional
Actualmente se desempeña como Presidente del Centro Geopolítico Interamericano, organismo internacional fundado por Ralph D. Murphine, expresidente de la Asociación Americana de Consultores Políticos (AAPC). Por más de 30 años ha participado en campañas y procesos políticos-electorales.  
Ha sido consultor general en 26 estados de la República mexicana y en más de 70 campañas para presidentes municipales, diputados federales, senadores y gobernadores.